# Ponç de Monells
Ponç de Monells, né Monells vers 1120 et mort à Tortosa le 27 juillet 1193, est un ecclésiastique catalan.

## Biographie
Fils de Berenguer de Monells chevalier, et frère de Guillem de Monells, évêque de Gérone (1169-1175), Ponç est nommé évêque de Tortosa le 28 mai 1165 fonction qu'il occupe jusqu'à sa mort. Il fut nommé abbé canonique du monastère de Sant Joan de les Abadesses en 1140. Il est considéré comme le dernier des grands abbés et évêques médiévaux.
Il consacre l'église de son monastère le 2 novembre 1150 avant son achèvement, et dans son testament Ponç lègue une somme importante de 400 maravédis destinée à l'achèvement des travaux de son abbaye à laquelle il donne tout son lustre : 100 pour la construction du vestiaire, 100 pour payer les dettes de construction, 100 pour effectuer plus de travaux, 100 pour la fondation d'une lampe qui brûlera perpétuellement sur l'autel de Sant Joan, qui montre que 40 ans après sa construction l'église n'était pas achevée.
Il consacre l'église du village de Sant Joan et la chapelle de l'infirmerie Saint-Michel du monastère en 1164, la chapelle de Santa Llúcia de Puigmal en 1165, celle de Sant Valentí de Salarça en 1168, celle de Sant Salvador de Bianya en 1170 et la cathédrale de Tortosa en 1178.
En 1166 et 1167, il fixe la dotation des chanoines, les attributions du sommelier et l'habit canonique, et il fournit les livres liturgiques et autres manuscrits canoniques, selon le modèle propre à la Congrégation de Saint-Ruf et de l'abbaye spirituelle.

## Hommage
Au XXe siècle fut réalisée une sculpture le représentant et placée dans l'église abbatiale de Sant Joan de les Abadesses.

### Sources bibliographiques
- Traduction en français du texte Wikipédia en catalan

1. O'Callaghan, et Ramon Forcadell,  Épiscopologie de la Sainte Église de Tortosa ( en espagnol). Tortosa, Imprimerie Catholique de G. Llasat, 1896, p. 65
2. Ramon Miravall,  Épiscopologie Dertosense : introduction à l'histoire de la société et de l'Église de Tortosa , Tortosa, UNED Tortosa, 201, p. 98  (ISBN 9788493842055)
3. Eduard Junyent ,  Sant Joan de les Abbesses . Dans : La Catalogne romane : l'architecture du  XIIe siècle. Abbaye de Montserrat, 1976.  (ISBN 978-84-7202-127-3)
4. Cathédrale de Tortosa , dans : Grande Encyclopédie catalane. Barcelone:Groupe Enciclopèdia Catalana.
5. Ponç de Monells , dans : Grande Encyclopédie catalane. Barcelone:Groupe Enciclopèdia Catalan